# Life Goes On (canción de Poison)
«Life Goes On» es el cuarto sencillo del álbum Flesh & Blood de 1990 de la banda de Glam metal Poison.
Fue lanzado como el cuarto sencillo del álbum en abril de 1991 y llegó al #35 del Billboard Hot 100 como otro éxito de la banda.

## Video musical
El video musical de la pieza relata en imágenes el desamor y la soledad producida por una ruptura sentimental, inicialmente se puede observar a la banda interpretando con efectos visuales de grabación sobre tela, paralelamente se trabajó con imágenes de parajes solitarios y atardeceres para darle un mayor énfasis al significado de la canción. Cabe resaltar que los efectos usados marcaron un cambio significativo en la forma como hasta ese momento la banda concebia los videoclips siendo ésta la última powerballad que logró posicionarse en la lista de éxitos cerrando la primera etapa de la banda . La pieza es en sí una compacta y muy lograda composición con el posiblemente mejor solo de guitarra interpretado por CC De Ville poco antes de ser despedido de la banda . El tema fue compuesto en su mayoría por Michaels y Deville con colaboraciones menores del resto de miembros de la banda , producido por Bruce Fairbain marcó el último gran éxito de la agrupación poco antes del cambio generacional de los 90s .

## Posicionamiento
- Billboard Hot 100 #35

- Datos: Q6147090